# Bussière-Poitevine
 Bussière-Poitevine  (en occitano Bussiére) es una población y comuna francesa, situada en la región de Lemosín, departamento de Alto Vienne, en el distrito de Bellac y cantón de Mézières-sur-Issoire.

## Demografía
| 1429 | 1330 | 1160 | 1120 | 1019 | 960 | 948 |
| Para los censos de 1962 a 1999 la población legal corresponde a la población sin duplicidades (Fuente: INSEE [Consultar]) |      |      |      |      |     |     |